# 城巴77線
城巴77線是香港島一條由南區田灣邨開出，經銅鑼灣，來往東區和北角、筲箕灣的路線，是田灣和香港仔居民來往北角以東一帶上班下班的主要巴士路線。
由於在黃竹坑上車的乘客，多會選乘較快捷、經堅拿道天橋直達維園道的99線，因此本線取道黃竹坑道天橋以減少區內停站。
此線和99線從西灣河站往筲箕灣的雙向分段收費為$2.6，比香港島專線小巴50線更便宜。
本線介乎炮台山以東至筲箕灣無論是走線或停站均與城巴99線完全一致，因此城巴調整兩線的班次以達致英皇道流水線實現聯合班次，惟實際上有時兩線會一同到站。（此情況會於繁忙時段較常出現）
本線逢星期一至五（公眾假期除外）另設兩條特快輔助線—77A、77X。77A線黃昏繁忙時間由筲箕灣單向開往田灣邨，不經耀東邨、鯉景灣一帶及銅鑼灣內街（怡和街、高士威道）；77X線上午繁忙時間由華貴單向往西灣河（太康街），途經東區走廊。

## 歷史
- 1998年4月27日：投入服務，以配合田灣邨重建完成，初時在香港仔隧道至筲箕灣的路段與99線相同。
- 2001年12月9日：本線往筲箕灣方向，改經黃竹坑道天橋。
- 2013年8月5日：增設早上繁忙時間特快班次77X，由華貴邨開出，經田灣、香港仔、堅拿道天橋、東區走廊、鰂魚涌，以西灣河（太康街）作終站[1]。
- 2018年1月15日：希慎廣場特別班次增至2班[2]。
- 2018年4月30日：增設實時抵站時間查詢服務。
- 2018年9月17日：開辦特別路線77A，逢星期一至五（公眾假期除外）單向由筲箕灣開往田灣邨，不經耀東邨、鯉景灣一帶及銅鑼灣內街（怡和街、高士威道）[3]。

## 服務時間及班次
77
| 田灣邨開                   | 田灣邨開            | 田灣邨開            | 筲箕灣開         | 筲箕灣開                   | 筲箕灣開                   |
| 日期                       | 服務時間            | 班次（分鐘）        | 日期             | 服務時間                   | 班次（分鐘）               |
| -------------------------- | ------------------- | ------------------- | ---------------- | -------------------------- | -------------------------- |
| 星期一至五                 | 06:00-07:00         | 15                  | 星期一至五       | 05:45                      | 05:45                      |
| 星期一至五                 | 07:13、07:30、07:48 | 07:13、07:30、07:48 | 星期一至五       | 06:10-06:50                | 20                         |
| 星期一至五                 | 08:06、08:22、08:37 | 08:06、08:22、08:37 | 星期一至五       | 07:01、07:11、07:25、07:40 | 07:01、07:11、07:25、07:40 |
| 星期一至五                 | 08:52-10:04         | 18                  | 星期一至五       | 07:58、08:16、08:34、08:50 | 07:58、08:16、08:34、08:50 |
| 星期一至五                 | 10:20               | 10:20               | 星期一至五       | 09:07-17:37                | 15                         |
| 星期一至五                 | 10:35-21:05         | 15                  | 星期一至五       | 17:50                      | 17:50                      |
| 星期一至五                 | 21:20               | 21:20               | 星期一至五       | 18:02-18:38                | 12                         |
| 星期一至五                 | 21:36-23:06         | 18                  | 星期一至五       | 18:52、19:06、19:23        | 18:52、19:06、19:23        |
|                            |                     |                     | 星期一至五       | 19:37-22:52                | 15                         |
| 23:10、23:30、23:50、00:15 |                     |                     | 星期一至五       |                            |                            |
| 星期六                     | 06:00               | 06:00               | 星期六           | 05:45                      | 05:45                      |
| 星期六                     | 06:20-21:05         | 15                  | 星期六           | 06:10-07:10                | 20                         |
| 星期六                     | 21:20               | 21:20               | 星期六           | 07:10-08:25                | 15                         |
| 星期六                     | 21:36-23:06         | 18                  | 星期六           | 08:25-09:37                | 12                         |
|                            |                     |                     | 星期六           | 09:37-17:07                | 15                         |
| 17:22                      |                     |                     | 星期六           |                            |                            |
| 17:36-18:24                | 12                  |                     | 星期六           |                            |                            |
| 18:37                      |                     |                     | 星期六           |                            |                            |
| 18:52-22:52                | 15                  |                     | 星期六           |                            |                            |
| 23:10、23:30、23:50、00:15 |                     |                     | 星期六           |                            |                            |
| 星期日及公眾假期           | 06:00-06:45         | 15                  | 星期日及公眾假期 | 05:45-06:45                | 20                         |
| 星期日及公眾假期           | 07:05               | 07:05               | 星期日及公眾假期 | 06:45-08:00                | 15                         |
| 星期日及公眾假期           | 07:20-21:05         | 15                  | 星期日及公眾假期 | 08:00-09:05                | 13                         |
| 星期日及公眾假期           | 21:15               | 21:15               | 星期日及公眾假期 | 09:05-22:35                | 15                         |
| 星期日及公眾假期           | 21:30-23:06         | 16                  | 星期日及公眾假期 | 22:35-00:15                | 20                         |

77特別班次（軒尼詩道（希慎廣場）→ 田灣）
- 星期一至五：18:20、18:40

77A
- 筲箕灣開：
  - 星期一至五：18:05

77X
- 華貴開：
  - 星期一至五：07:45、08:00

特別班次、77A及77X線逢星期六、日及公眾假期不設服務

## 收費
| 路線  | 全程收費 | 分段收費 |
| ----- | -------- | --- |
| 77(A) | $9.0     | - 漁暉道往筲箕灣 (只適用於77線)／琴行街往田灣：$8.1 - 過香港仔隧道後往筲箕灣：$5.2 (只適用於77線) - 模範邨往筲箕灣：$4.0 (只適用於77線) - 西灣河站往筲箕灣：$3.1 (只適用於77線) - 筲箕灣往太祥街或之前：$3.9 (只適用於77線) - 清風街往田灣：$6.9 - 過香港仔隧道後往田灣：$3.9 |
| 77X   | $9.0     | - 北角消防局往西灣河（太康街）：$4.0 |

| - 本線設有12歲以下小童及65歲或以上長者半價優惠。 - 65歲或以上香港居民使用「樂悠咭」，以及12歲以下合資格殘疾兒童使用「殘疾人士身份」個人八達通繳付車資，均可享有每程$2.0或半價（以較低者為準）的票價優惠；12至64歲合資格殘疾人士使用「殘疾人士身份」個人八達通（包括「樂悠咭」），以及60至64歲香港居民使用「樂悠咭」繳付車資，均可享有每程$2.0或全費（以較低者為準）的票價優惠。 - 65歲或以上長者如使用長者或一般個人八達通繳付車資，則只可享有半價優惠；12至64歲合資格殘疾人士如不使用「殘疾人士身份」個人八達通，以及60至64歲人士如不使用「樂悠咭」繳付車資，必須繳付全費。 - 乘客可以現金或八達通於上車時付款，不設找續。 - 每位成人乘客可免費攜帶最多兩名4歲以下而不佔座位的兒童乘客乘車，超額之4歲以下小童必須繳付小童車費乘車。 - 九龍巴士、城巴及龍運巴士全職員工及家屬（不包括外判職員）可免費乘搭本路線，惟必須拍職員或職員家屬八達通。 - 乘客亦可使用AlipayHK「易乘碼」、支付寶、WeChatHK／微信支付「搭車碼」、銀聯雲閃付「乘車碼」及BOC Pay「乘車碼」、具有感應式支付功能的VISA、Mastercard及銀聯卡，以及Apple Pay、Google Pay及Samsung Pay流動支付平台繳付車資。使用此支付方式的乘客可享有中途下車之分段收費，以及與其他城巴獨營路線或聯營線城巴班次之轉乘優惠，惟不適用於與非城巴路線之轉乘優惠。乘客亦不能享有「公共交通費用補貼計劃」及「長者及合資格殘疾人士公共交通票價優惠計劃」。 - 帶粗體字者為雙向分段收費，乘客必須使用八達通或指定交通二維碼繳費，並於下車前再次確認八達通或掃瞄二維碼，方可享有分段收費優惠。 |

### 八達通轉乘優惠
乘客登上本線後指定時間內以同一張八達通卡轉乘以下路線，或從以下路線登車後指定時間內以同一張八達通卡轉乘本線，次程可獲車資折扣優惠：
77←→2X、8、8P、8X、25A、81、82、85、682(P)、694
- 77往田灣邨 → 2X往會展站，回贈首程車資，轉乘時限為90分鐘，祇適用於在鯉景灣或之前下車，並使用同一張八達通卡再拍卡一次的路線77乘客
- 77往筲箕灣 → 8往杏花邨、8P、8X、82或85往小西灣，次程可獲$1折扣優惠，轉乘時限為90分鐘，祇適用於在香港仔隧道之前登上路線77的乘客
- 8、8P往會展站、8X往跑馬地、82往北角碼頭或85往寶馬山 → 77往田灣邨，次程可獲$1折扣優惠，轉乘時限為90分鐘
- 77往筲箕灣 → 81往興華邨、82往小西灣、682(P)往柴灣或694往小西灣，回贈首程車資，轉乘時限為45分鐘，祇適用於在西灣河站或之後登上路線77的乘客
- 77往田灣邨 → 81往興華邨、82往小西灣、682(P)往柴灣或694往小西灣，回贈首程車資，轉乘時限為45分鐘，祇適用於在鯉景灣或之前下車，並使用同一張八達通卡再拍卡一次的路線77乘客
- 77往筲箕灣 → 85往小西灣，次程可獲$2.6折扣優惠，轉乘時限為45分鐘，祇適用於在西灣河站或之後登上路線77的乘客
- 77往田灣邨 → 85往小西灣，次程可獲$2.9折扣優惠，轉乘時限為45分鐘，祇適用於在鯉景灣或之前下車，並使用同一張八達通卡再拍卡一次的路線77乘客
- 2X往嘉亨灣、81往勵德邨、82往北角碼頭 → 77往筲箕灣，次程車資全免，轉乘時限為90分鐘，必須於西灣河站轉乘
- 81往勵德邨、82往北角碼頭 → 77往田灣邨，次程車資全免，轉乘時限為90分鐘，祇適用於在鯉景灣或之前下車，並使用同一張八達通卡再拍卡一次的路線77乘客
- 85往寶馬山 → 77往筲箕灣，次程可獲$2.3折扣優惠，轉乘時限為90分鐘，必須於西灣河站轉乘
- 85往寶馬山 → 77往田灣邨，次程可獲$2.9折扣優惠，轉乘時限為90分鐘，祇適用於在鯉景灣或之前下車，並使用同一張八達通卡再拍卡一次的路線77乘客
- 77往筲箕灣 → 25A往寶馬山，次程可獲$1折扣優惠，轉乘時限為90分鐘
- 25A往會展站 → 77往田灣邨，次程可獲$1折扣優惠，轉乘時限為90分鐘

77←→A12
- 77往田灣邨 → A12往機場，回贈首程車資，轉乘時限為60分鐘
- A12往小西灣 → 77往筲箕灣，次程車資全免，轉乘時限為120分鐘

77往筲箕灣 → 973往尖沙咀，回贈首程車資，轉乘時限為60分鐘

## 使用車輛
城巴77每天使用11輛巴士使用，大部分用車為亞歷山大丹尼士Enviro 500 12米 (8128-8319) 及亞歷山大丹尼士Enviro 500 MMC12米 (8320-8506)，少部份班次會使用亞歷山大丹尼士Enviro 500 MMC 11.3米 (9108-9150)、亞歷山大丹尼士Enviro 500 MMC 12米 (8537-8546)、亞歷山大丹尼士Enviro 500 MMC 12.8米 (6300-6497) 及 富豪B9TL 11.3米 (9500-9559) ，而本線不時在中午時段與鄰近過海隧道巴士102線及過海隧道巴士608線的車輛互調服務，到晚上繁忙時段會與過海隧道巴士102線安排一些亞歷山大丹尼士Enviro 500 MMC 12.8米 (6300-6497) 調到城巴962C、城巴962E及城巴969C作服務。

城巴77X每天使用2輛巴士使用，用車與城巴77一樣，但此線可以使用亞歷山大丹尼士Enviro 500 12米 (8100-8127)及富豪B8L 12米 (8800-8824)服務。
城巴77A每天使用1輛巴士使用，用車與城巴77X一樣，由城巴77或過海隧道巴士102線抽車調入。

由於城巴77低排放區，所以使用車輛的排放標準必須達到歐盟五型或以上，故此歐盟四型的亞歷山大丹尼士Enviro 500 12米 (8100-8127) 並不能行走此線，而城巴77A及城巴77X不經低排放區，因此使用車輛的排放標準無須達到歐盟五型。 

城巴77需經過西灣河太樂街，而 富豪B8L 12米 (8800-8824)的設計導致行走此路線到達該路段會刮車尾底，因此同路的城巴99線禁止使用該車型，但因過海隧道巴士102線經常使用該車型而導致不時會派到此路線服務，而不經該道路的城巴77A及城巴77X則可以使用該車型。

## 行車路線
77(A)
田灣開經：田灣街、田灣山道、石排灣道、香港仔海旁道、香港仔大道、黃竹坑道，黃竹坑道天橋、黃竹坑道、香港仔隧道、黃泥涌道、摩利臣山道、天樂里、軒尼詩道、怡和街、高士威道、英皇道、筲箕灣道、太康街、鯉景道、太安街、成安街、耀興道、耀東邨巴士總站、耀興道、南康街、筲箕灣道、愛秩序街及南安街。 
筲箕灣開經：未命名道、南安里、筲箕灣道、新成街、耀興道、惠亨街、太樂街、太康街、鯉景道、太安街、筲箕灣道、英皇道、康山道、英皇道、高士威道、伊榮街、邊寧頓街、怡和街、軒尼詩道、堅拿道巴士專線、堅拿道東、摩利臣山道、黃泥涌道、香港仔隧道、黃竹坑道、香港仔海旁道、天橋，石排灣道及田灣街。
77特別班次不經粗體字之路段
77A依77原有路線至英皇道後，經清風街天橋、維園道、告士打道、堅拿道天橋，然後返回香港仔隧道77原有路線。
77X
經：田灣海旁道、石排灣道、田灣街、田灣山道、石排灣道、香港仔海傍道、湖南街、香港仔巴士總站、香港仔大道、黃竹坑道、黃竹坑道天橋、黃竹坑道、香港仔隧道、堅拿道天橋、維園道、東區走廊、渣華道、英皇道、筲箕灣道及太康街。

### 沿線車站

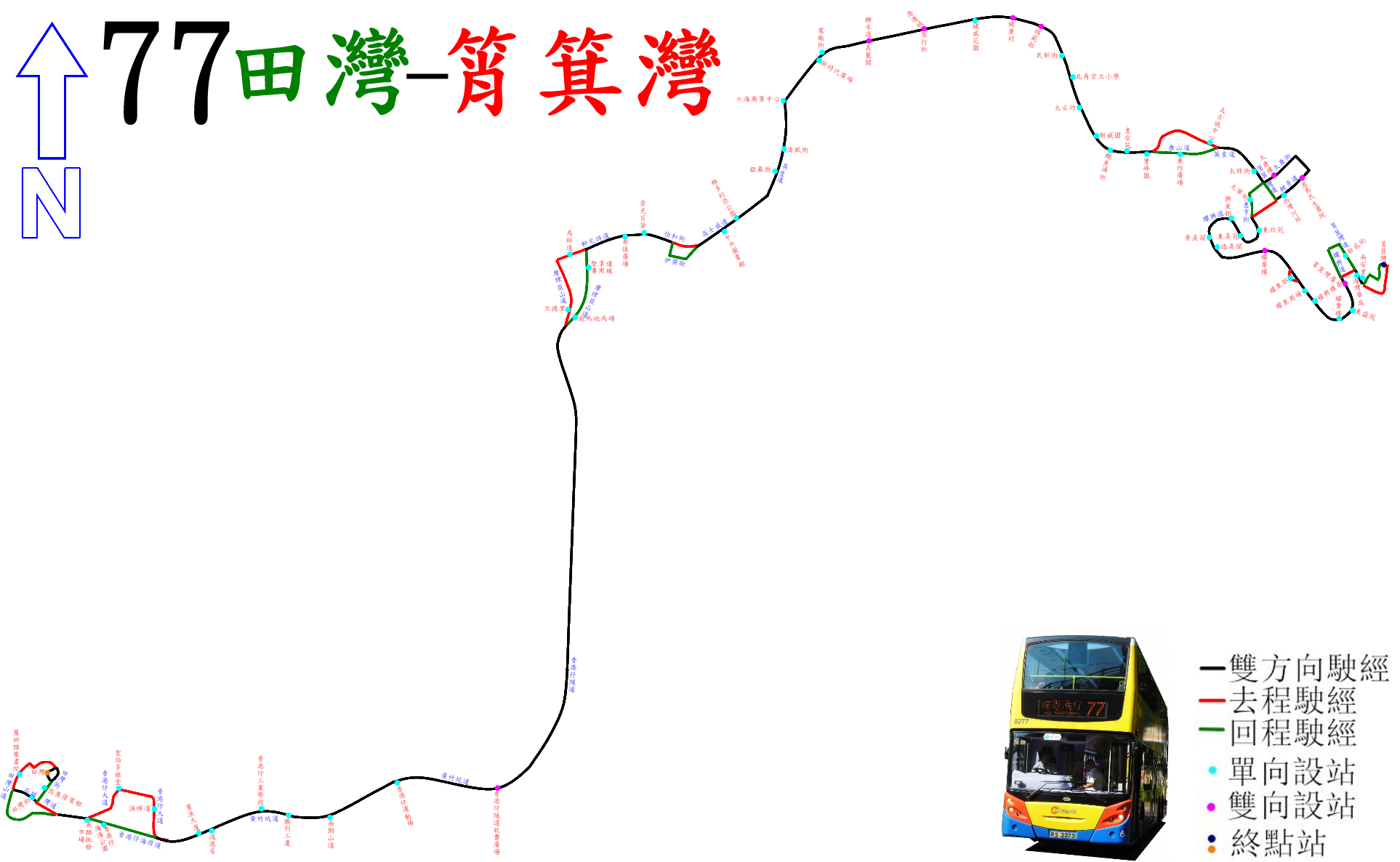
77線常規班次的走線圖

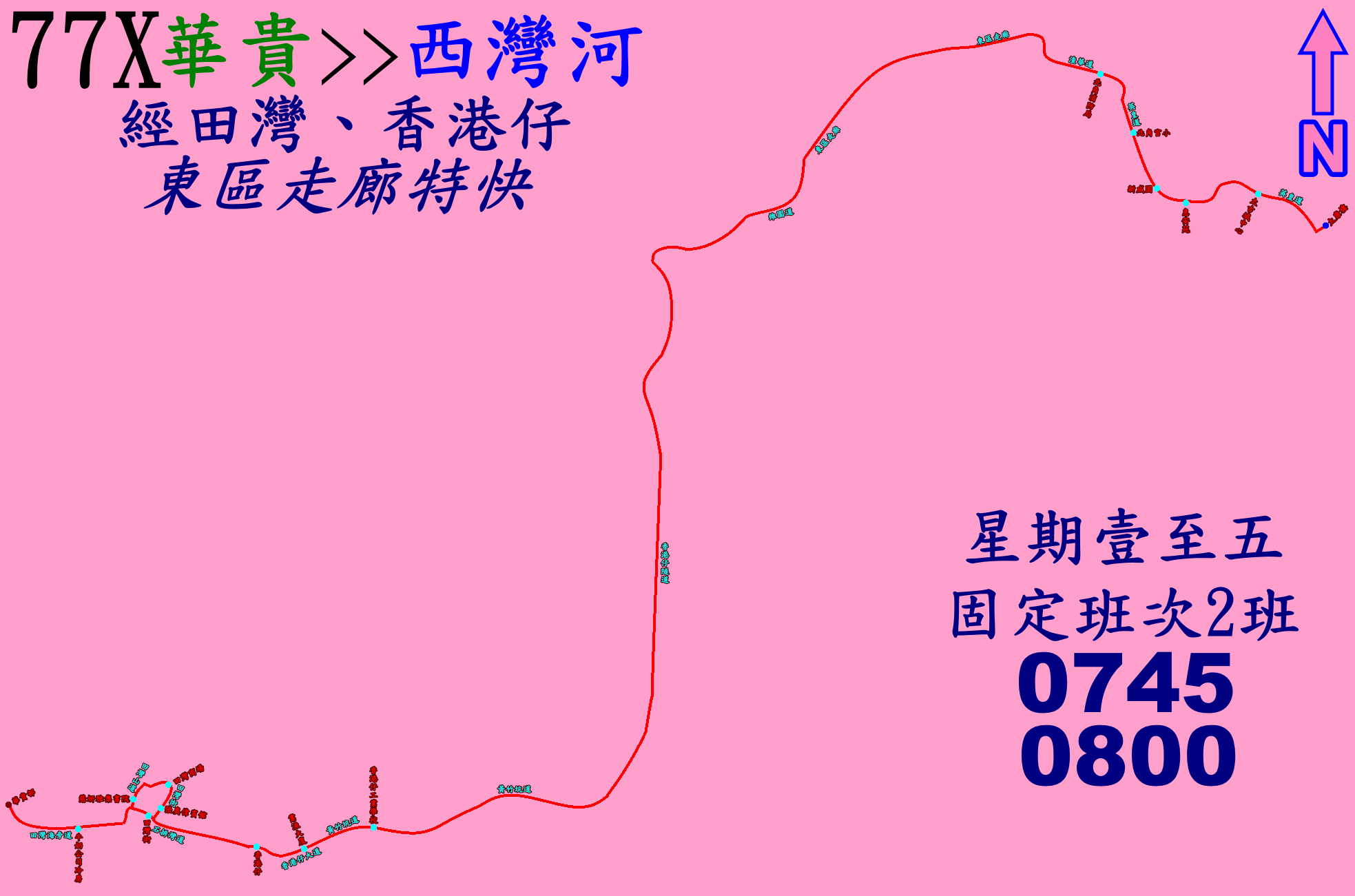
77X線的走線圖

77
| 田灣邨開 | 田灣邨開             | 田灣邨開             | 筲箕灣開 | 筲箕灣開             | 筲箕灣開       |
| 序號     | 車站名稱             | 位置                 | 序號     | 車站名稱             | 位置           |
| -------- | -------------------- | -------------------- | -------- | -------------------- | -------------- |
| 1        | 田灣邨               | 田灣邨公共運輸交匯處 | 1*       | 筲箕灣               | 筲箕灣巴士總站 |
| 2        | 耀中幼教學院         | 田灣山道             | 2*       | 海灣華庭             | 筲箕灣道       |
| 3        | 田灣街               | 石排灣道             | 3*       | 新成街               | 筲箕灣道       |
| 4        | 聖伯多祿堂           | 香港仔大道           | 4*       | 筲箕灣廣場           | 耀興道         |
| 5        | 漁暉道               | 香港仔大道           | 5*       | 東盛苑               | 耀興道         |
| 6        | 業漁大廈             | 香港仔大道           | 6*       | 耀東邨耀明樓         | 耀興道         |
| 7        | 香港仔工業學校       | 黃竹坑道             | 7*       | 耀東商場             | 耀興道         |
| 8        | 香港仔隧道巴士轉乘站 | 黃竹坑道             | 8*       | 耀東邨耀華樓         | 耀興道         |
| 9        | 立德里               | 摩理臣山道           | 9*       | 東熹苑景熹閣         | 耀興道         |
| 10       | 馬師道               | 軒尼詩道             | 10*      | 興東邨               | 耀興道         |
| 11       | 崇光百貨             | 軒尼詩道             | 11*      | 太寧街               | 惠亨街         |
| 12       | 維多利亞公園         | 高士威道             | 12*      | 太康樓               | 太康街         |
| 13       | 銀幕街               | 英皇道               | 13*      | 鯉景灣               | 鯉景道         |
| 14       | 七海商業中心         | 英皇道               | 14*      | 港島民生書院         | 太安街         |
| 15       | 電廠街               | 英皇道               | 15*      | 太祥街               | 筲箕灣道       |
| 16       | 糖水道               | 英皇道               | 16*      | 康怡廣場             | 康山道         |
| 17       | 琴行街               | 英皇道               | 17*      | 寶峰園               | 英皇道         |
| 18       | 港運城               | 英皇道               | 18*      | 鰂魚涌街             | 英皇道         |
| 19       | 健康村               | 英皇道               | 19*      | 太古坊               | 英皇道         |
| 20       | 模範邨               | 英皇道               | 20*      | 民新街               | 英皇道         |
| 21       | 北角官立小學         | 英皇道               | 21*      | 模範邨               | 英皇道         |
| 22       | 新威園               | 英皇道               | 22*      | 健康村               | 英皇道         |
| 23       | 惠安苑               | 英皇道               | 23*      | 健威花園             | 英皇道         |
| 24       | 太古城中心           | 英皇道               | 24*      | 琴行街               | 英皇道         |
| 25       | 太康樓               | 太康街               | 25*      | 美麗閣               | 英皇道         |
| 26       | 港島民生書院         | 太安街               | 26*      | 新時代廣場           | 英皇道         |
| 27       | 西灣河站             | 太安街               | 27*      | 清風街               | 英皇道         |
| 28       | 東欣苑               | 耀興道               | 28*      | 香港中央圖書館       | 高士威道       |
| 29       | 東熹苑               | 耀興道               | 29       | 希慎廣場             | 軒尼詩道       |
| 30       | 東熹苑逸熹閣         | 耀興道               | 30       | 堅拿道巴士專用線     | 堅拿道巴士專線 |
| 31       | 耀東邨耀華樓         | 耀興道               | 31#      | 跑馬地馬場           | 摩理臣山道     |
| 32       | 耀東邨               | 耀東邨巴士總站       | 32       | 香港仔隧道巴士轉乘站 | 黃竹坑道       |
| 33       | 耀東邨耀興樓         | 耀興道               | 33       | 黃竹坑遊樂場         | 黃竹坑道       |
| 34       | 耀東邨耀貴樓         | 耀興道               | 34       | 南朗山道             | 黃竹坑道       |
| 35       | 筲箕灣廣場           | 耀興道               | 35       | 勝利工廠大廈         | 黃竹坑道       |
| 36       | 南安里               | 筲箕灣道             | 36       | 逸港居               | 香港仔海傍道   |
| 37       | 筲箕灣               | 筲箕灣巴士總站       | 37       | 香港仔海濱公園       | 香港仔海傍道   |
|          |                      |                      | 38       | 香港仔魚類批發市場   | 香港仔海傍道   |
| 39       | 明愛張奧偉國際賓館   | 田灣街               |          |                      |                |
| 40       | 田灣邨               | 田灣邨公共運輸交匯處 |          |                      |                |

1. 特別班次不經有*號之車站
2. 當跑馬地馬場舉行賽馬期間不停有#號之車站

77A
| 1                      | 筲箕灣               | 筲箕灣巴士總站       |
| 2                      | 海灣華庭             | 筲箕灣道             |
| 3                      | 新成街               | 筲箕灣道             |
| 4                      | 海晏街               | 筲箕灣道             |
| 5                      | 西灣河文娛中心       | 筲箕灣道             |
| 6                      | 太祥街               | 筲箕灣道             |
| 7                      | 康怡廣場             | 康山道               |
| 8                      | 寶峰園               | 英皇道               |
| 9                      | 鰂魚涌街             | 英皇道               |
| 10                     | 太古坊               | 英皇道               |
| 11                     | 民新街               | 英皇道               |
| 12                     | 模範邨               | 英皇道               |
| 13                     | 健康村               | 英皇道               |
| 14                     | 健威花園             | 英皇道               |
| 15                     | 琴行街               | 英皇道               |
| 16                     | 美麗閣               | 英皇道               |
| 17                     | 新時代廣場           | 英皇道               |
| 18                     | 清風街天橋           | 英皇道               |
| 清風街天橋、維園道     |                      |                      |
| 19                     | 景隆街               | 告士打道             |
| 堅拿道天橋至香港仔隧道 |                      |                      |
| 20                     | 香港仔隧道巴士轉乘站 | 黃竹坑道             |
| 21                     | 黃竹坑遊樂場         | 黃竹坑道             |
| 22                     | 南朗山道             | 黃竹坑道             |
| 23                     | 勝利工廠大廈         | 黃竹坑道             |
| 24                     | 逸港居               | 香港仔海旁道         |
| 25                     | 香港仔海濱公園       | 香港仔海旁道         |
| 26                     | 香港仔魚類批發市場   | 香港仔海旁道         |
| 27                     | 明愛張奧偉國際賓館   | 田灣街               |
| 28                     | 田灣邨               | 田灣邨公共運輸交匯處 |

77X
| 1                                                                       | 華貴邨             | 華貴邨巴士總站 |
| 2                                                                       | 牛奶公司冰廠及冷房 | 田灣海旁道     |
| 田灣山道天橋                                                            |                    |                |
| 3                                                                       | 明愛張奧偉國際賓館 | 田灣街         |
| 4                                                                       | 田灣商場           | 田灣街         |
| 5                                                                       | 耀中幼教學院       | 田灣山道       |
| 6                                                                       | 田灣街             | 石排灣道       |
| 7                                                                       | 香港仔             | 香港仔巴士總站 |
| 8                                                                       | 業漁大廈           | 香港仔大道     |
| 9                                                                       | 香港仔工業學校     | 黃竹坑道       |
| 黃竹坑道天橋、黃竹坑道、香港仔隧道、黃泥涌峽天橋、堅拿道天橋； 東區走廊 |                    |                |
| 10                                                                      | 北角消防局         | 渣華道         |
| 11                                                                      | 北角官立小學       | 英皇道         |
| 12                                                                      | 新威園             | 英皇道         |
| 13                                                                      | 惠安苑             | 英皇道         |
| 14                                                                      | 太古城中心         | 英皇道         |
| 15                                                                      | 太康樓             | 太康街         |

## 昔日的香港島巴士路線77
第一代77於1974年12月9日投入服務，收費$0.5，來往香港仔至西環（山市街），1977年1月4日起改稱47。
第二代77於1980年5月1日配合中巴部份路線重組，由47號線分拆出來，來往香港仔至西環，1996年2月16日起停止服務，由進智公交營辦的專線小巴58及59號線取代。

## 外部連結
- 城巴77線官方路線資料 （页面存档备份，存于）
- 城巴官方網站77線資料（PDF乳豬紙版） （页面存档备份，存于）
- 681巴士總站－城巴77線 （页面存档备份，存于）